# Кабанов, Павел Андреевич
Павел Андреевич Кабанов (1902, село Глазово Московской губернии, ныне Московской области — ?) — советский хозяйственный, государственный и политический деятель.

## Биография
Родился в крестьянской семье. С 1912 по 1921 год работал в хозяйстве отца.
В 1921—1924 годах — сотрудник земельного отдела Московского уезда Московской губернии.
С 1924 по 1929 год служил в Красной армии.
Член ВКП(б) .
В 1929—1931 годах — на хозяйственной работе в Москве.
В 1931—1933 годах — студент Института внешней торговли в Москве.
В 1933—1935 годах — уполномоченный Комитета заготовок при СНК СССР и Народного комиссариата совхозов СССР в Булунгурском районе Узбекской ССР.
В 1935—1937 годах — уполномоченный Комитета заготовок при СНК СССР в Сурхан-Дарьинском округе Узбекской ССР.
В 1937—1938 годах — заместитель уполномоченного Комитета заготовок при СНК СССР в Узбекской ССР.
В 1938—1939 годах — заместитель уполномоченного, уполномоченный Народного комиссариата заготовок СССР в Узбекской ССР.
В 1939—1940 годах — член коллегии Народного комиссариата заготовок СССР.
В 1941—1951 гг. — первый заместитель Председателя Совета Министров Узбекской ССР.
Избирался депутатом Верховного Совета СССР 2-го и 3-го созывов.
Умер после 1962 года.

## Награды
- орден Ленина (16.01.1950)
- орден Отечественной войны I степени (1945)
- орден Трудового Красного Знамени (08.05.1943; 10.07.1943; 23.01.1946; 06.02.1947)
- орден «Знак Почёта» (25.12.1944)